# Nowa Jedlanka
Nowa Jedlanka – wieś w Polsce położona w województwie lubelskim, w powiecie lubartowskim, w gminie Uścimów.
W latach 1975–1998 miejscowość administracyjnie należała do ówczesnego województwa lubelskiego.
Wieś stanowi sołectwo gminy Uścimów. Według Narodowego Spisu Powszechnego z roku 2011 wieś liczyła 269 mieszkańców.
Wierni Kościoła rzymskokatolickiego należą do parafii Parafia Niepokalanego Poczęcia NMP w Ostrowie Lubelskim.